# Alan Arkin
Alan Arkin (Nova York, 26 de març de 1934 - Carlsbad, 29 de juny de 2023) fou un actor, director, guionista, productor, autor, i compositor estatunidenc.

## Biografia
Nascut el 1934, Alan Arkin creix en un barri de Brooklyn, a Nova York, al si d'una família d'intel·lectuals i d'artistes jueus, immigrats de Rússia i d'Alemanya.
Manifesta des de jove una passió per la música i el teatre, abandonant els seus estudis superiors per formar el seu grup de música, The Tarriers . Escriu fins i tot una cançó el 1956, The Banana Boat Song, que Harry Belafonte reprendrà amb èxit.
Vivint de petites feines, intenta fer un petit paper a la televisió o al teatre. El 1957 fa el paper d'un cantant a la pel·lícula musical Calipso Heat Wave, però és sobre els escenaris al començament dels anys 1960 que comença a fer-se un camí incorporant-se a la cèlebre tropa d'improvisació de Chicago, el Second City Theater.
El seu primer paper a Broadway, el personatge principal de la peça de Carl Reiner, Enter Laughing , li val el Tony Award al Millor actor. En el cinema, el seu paper en la comèdia the Russian are Coming, li suposa fer-se conèixer i d'aconseguir el Globus d'Or i una nominació a l'Oscar al millor actor. L'any següent, encarna un psicòpata a Sola en la foscor, amb Audrey Hepburn.
El 1968, encarna un sordmut en The Heart Is a Lonely Hunter, actuació que li val la seva segona nominació als Oscars.
Els anys anys 1970, destaca a Catch-22, pamflet antiguerra de Mike Nichols i The Seven-Per-Cent Solution. Passa també a la direcció amb Little Murders.
Després dels anys 1980 i 90 a mig gas, però amb pel·lícules com Edward Scissorhands, Glengarry, Gattaca, torna els anys 2000 amb la sèrie 100 Centre Street, però sobretot amb la pel·lícula independent Little Miss Sunshine (èxit sorpresa de l'any 2006), on la seva actuació d'avi heroïnòman li val l'Oscar al millor actor secundari.
Retroba Steve Carell el 2008 després de  Little Miss Sunshine, en la comèdia Get Smart, adaptada de la sèrie homònima i comparteix el protagonisme amb Owen Wilson i Jennifer Aniston a  Marley & Me on és l'amo d'un diari. El 2009 col·labora de nou amb els productors de Little Misses Sunshine  fent de pare d'Amy Adams i de Emily Blunt a  Sunshine Cleaning, després fer de marit de Robin Wright Penn a The Private Lives of Pippa Lee.
L'any 2019 es va estrenar Dumbo, una pel·lícula d'aventures i fantasia basada en l'original de Disney de 1941 dirigida per Tim Burton i amb música de Danny Elfman, on hi actuava juntament amb Colin Farrell, Michael Keaton, Danny DeVito, Eva Green, Roshan Seth i DeObia Oparei, entre d'altres.

## Filmografia

### Actor

#### Anys 1950-1960
- 1957: Calypso Heat Wave, de Fred F. Sears: Tarriers Lead Singer
- 1963: That's Me, curtmetratge de Walker Stuart
- 1964: East Side, West Side, sèrie de televisió, 1r episodi: Ted Miller
- 1966: Que vénen els russos! (The Russians Are Coming), de Norman Jewison: el tinent Rozanov
- 1966: The Last Mohican, curtmetratge de Paul Leaf: Pretzel Peddler
- 1966: ABC Stage 67, sèrie de televisió, episodi The Love Song of Barney Kempinski de Stanley Prager: Barney Kempinski
- 1967: Woman Times Seven, de Vittorio De Sica, episodi Marie (The Suicides): Fred
- 1967: Sola en la foscor (Wait Until Dark), de Terence Young: Harry Roat
- 1968: L'inspector Clouseau, de Bud Yorkin: l'inspector Jacques Clouseau
- 1968: The Heart Is a Lonely Hunter, de Robert Ellis Miller: John Singer
- 1969: Popi, d'Arthur Hiller: Abraham Rodriguez
- 1969: The Monitors, de Jack Shea: cameo

#### Anys 1970
- 1970: Catch-22, de Mike Nichols: Capità John Yossarian, (bombarder)
- 1969-71: Sesame Street" (sèrie TV): Larry (1970-1972)
- 1971: Little Murders, d'Alan Arkin: Tinent Practice
- 1972: Deadhead Miles, de Vernon Zimmerman: Cooper
- 1972: Last of the Red Hot Lovers, de Gene Saks: Barney Cashman
- 1974: It Couldn't Happen to a Nicer Guy (TV), de Cy Howard
- 1974: Freebie i Bean (Freebie and the Bean), de Richard Rush: Bean
- 1975: Rafferty and the Gold Dust Twins, de Dick Richards: Gunny Rafferty
- 1975: Hearts of the West, de Howard Zieff:  Burt Kessler
- 1976: The Seven-Per-Cent Solution, de Herbert Ross: Dr. Sigmund Freud
- 1977: Fire Sale, d'Alan Arkin: Ezra Fikus
- 1978: The Other Side of Hell (TV), de Ján Kadár: Frank Dole
- 1978: The Defection of Simas Kudirka (TV), de David Lowell Rich: Simas Kudirka
- 1979: The In-Laws, d'Arthur Hiller:  Sheldon S. Kornpett, D.D.S.
- 1979: Carol Burnett & Company (sèrie TV) (1r episodi)
- 1979: The Magician of Lublin, de Menahem Golan: Yasha Mazur

#### Anys 1980
- 1980: Simon, de Marshall Brickman:  Prof. Simon Mendelssohn
- 1981: Full Moon High, de Larry Cohen: Dr. Brand
- 1981: Improper Channels, d'Eric Till: Jeffrey Martley
- 1981: Chu Chu and the Philly Flash, de David Lowell Rich: Flash
- 1982: La Dernière Licorne, de Jules Bass i Arthur Rankin Jr.: Schmendrick (veu)
- 1983: The Return of Captain Invincible, de Philippe Mora: Capità invencible
- 1983: St. Elsewhere (sèrie TV): Jerry Singleton (3r episodi, 1983)
- 1984: A Matter of Principle (TV), de Gwen Arner: Flagg Purdy
- 1985: The Fourth Wise Man (TV), de Michael Ray Rhodes: Orontes
- 1985: Joshua Then and Now, de Ted Kotcheff: Reuben Shapiro
- 1985: Faerie Tale Theatre: Bo (1r episodi, 1985)
- 1985: Bad Medicine, d'Harvey Miller: Dr. Ramón Madera
- 1986: A Deadly Business (TV), de Jack Korty: Harold Kaufman
- 1986: Big Trouble, de John Cassavetes:  Leonard Hoffman
- 1987: Harry (sèrie TV) : Harry Porschak
- 1987: Escape from Sobibor (TV), de Jack Gold: Leon Feldhendler
- 1987: A Year in the Life (sèrie TV): Jim Eisenberg Sr. (1r episodi, 1987)
- 1988: Necessary Parties (TV), de Gwen Arner: Archie Corelli

#### Anys 1990
- 1990: Coupe de Ville, de Joe Roth: Fred Libner
- 1990: Edward Scissorhands, de Tim Burton: Bill
- 1990: Havana, de Sydney Pollack: Joe Volpi
- 1991: The Rocketeer, de Joe Johnston: A. 'Peevy' Peabody
- 1992: Glengarry Glen Ross, de James Foley: George Aaronow
- 1993: Samuel Beckett Is Coming Soon, d'Alan Arkin: El Director
- 1993: Cooperstown (TV), de Charles Haid: Harry Willette
- 1993: Indian Summer, de Mike Binder: Unca Lou Handler
- 1993: Taking the Heat (TV), de Tom Mankiewicz: Tommy Canard
- 1993: So I Married an Axe Murderer, de Thomas Schlamme: capità de policia
- 1994: Un noi anomenat North (North), de Rob Reiner: Jutge Buckle
- 1994: Doomsday Gun (TV), de Robert Young: Coronel Yossi
- 1994: Picture Windows (fulletó TV): Tully (épisodi: "Soir Bleu")
- 1995: The Jerky Boys, de James Melkonian: Ernie Lazarro
- 1995: Steal Big Steal Little, d'Andrew Davis: Lou Perilli, Ruben's Partner
- 1996: Heck's Way Home (TV), de Michael J.F. Scott: Dogcatcher
- 1996: Manipulation (Mother Night), de Keith Gordon: George Kraft
- 1997: Un assassí una mica especial (Grosse Pointe Blank), de George Armitage: Dr. Oatman
- 1997: Chicago Hope (sèrie TV): Zoltan Karpathein (1r episodi, 1997)
- 1997: O Que É Isso, Companheiro?, de Bruno Barreto: Charles Burke Elbrick
- 1997: Gattaca, d'Andrew Niccol: Detectiu Hugo
- 1998: Slums of Beverly Hills, de Tamara Jenkins: Murray Samuel Abromowitz
- 1999: Blood Money (TV), d'Aaron Lipstadt: Willy the Hammer
- 1999: Jakob the Liar, de Peter Kassovitz: Max Frankfurter

#### Anys 2000
- 2000: Arigo, d'Alan Arkin
- 2000: Magicians, de James Merendino: Milo
- 2001: Varian's War (TV), de Lionel Chetwynd: Freier
- 2001: La parella de l'any (America's Sweethearts), de Joe Roth: Wellness Guide
- 2001: Thirteen Conversations About One Thing, de Jill Sprecher: Gene
- 2001: 100 Centre Street: Joe Rifkind (10 episodis, 2001-2002)
- 2003: The Pentagon Papers (TV), de Rod Holcomb: Harry Rowen
- 2003: Pancho Villa as Himself (TV), de Bruce Beresford: Sam Drebben
- 2004: Eros - part  Equilibri, de Steven Soderbergh: Dr. Pearl / Hal
- 2004: The Novice, de Murray Robinson: Father Benkhe
- 2005: Will & Grace (sèrie TV): Marty Adler (1r episodi, 2005)
- 2006: Firewall, de Richard Loncraine:  Arlin Forester
- 2006: Little Miss Sunshine, de Jonathan Dayton i Valerie Faris: Avi
- 2006: The Santa Clause 3: The Escape Clause, de Michael Lembeck: Bud Newman
- 2006: Raising Flagg, de Neal Miller: Flagg Purdy
- 2007: Détention secrète, de Gavin Hood: senador Hawkins
- 2008: Superagent 86 de pel·lícula, de Peter Segal: el cap
- 2008: Marley & Me, de David Frankel: Arnie Klein
- 2008: Sunshine Cleaning, de Christine Jeffs: Joe Lorkowski
- 2009: The Private Lives of Pippa Lee, de Rebecca Miller: Herb Lee
- 2012: Argo, de Ben Affleck: "Lester Siegel"

#### Anys 2010
- 2011: The Change-Up de David Dobkin: el pare de Mitch
- 2011: The Convincer, de Jill Sprecher: Gorvy Hauer
- 2011: The Muppets, de James Bobin
- 2012: Argo, de Ben Affleck: Lester Siegel
- 2017: Un cop amb estil, de Zach Braff: Albert Garner

### Director
- 1967: T.G.I.F.
- 1969: People Soup
- 1971: Little Murders
- 1975: Twigs (TV)
- 1975: Fay (sèrie TV)
- 1977: Fire Sale
- 1993: Samuel Beckett Is Coming Soon
- 2000: Arigo
- 2004: Blood (Thinner Than Water)

### Guionista
- 1966: The Last Mohican
- 1967: T.G.I.F.
- 1969: People Soup
- 1988: Necessary Parties (TV)
- 2000: Arigo
- 2004: Blood (Thinner Than Water)

### Productor
- 1979: The In-Laws
- 1993: Samuel Beckett Is Coming Soon

## Altres activitats
- És autor de diversos llibres, alguns per nens, com ara I, lemming
- Músic, va treballar al costat de Lee Hays, a l'època de Banana Boat Song.

## Premis i nominacions

### Premis
- 1967. Globus d'Or al millor actor musical o còmic per The Russians Are Coming the Russians Are Coming
- 2007. Oscar al millor actor secundari per Little Miss Sunshine
- 2007. BAFTA al millor actor secundari per Little Miss Sunshine
- 2018. Globus d'Or al millor actor secundari per The Kominsky Method[2]

### Nominacions
- 1967. Oscar al millor actor per The Russians Are Coming the Russians Are Coming
- 1967. Globus d'Or a la millor nova promesa masculina per The Russians Are Coming the Russians Are Coming
- 1967. BAFTA a la millor nova promesa per The Russians Are Coming the Russians Are Coming
- 1967. Primetime Emmy al millor actor en minisèrie en sèrie dramàtica per ABC Stage 67
- 1969. Oscar al millor actor per The Heart Is a Lonely Hunter
- 1969. Globus d'Or al millor actor dramàtic per The Heart Is a Lonely Hunter
- 1970. Globus d'Or al millor actor dramàtic per Popi
- 1987. Primetime Emmy al millor actor en minisèrie o especial per Escape from Sobibor
- 1988. Globus d'Or al millor actor en minisèrie o telefilm per Escape from Sobibor
- 1997. Primetime Emmy al millor actor convidat en sèrie dramàtica per Chicago Hope
- 2003. Primetime Emmy al millor actor secundari en minisèrie o telefilm per The Pentagon Papers
- 2013. Oscar al millor actor secundari per Argo
- 2013. Globus d'Or al millor actor secundari per Argo
- 2013. BAFTA al millor actor secundari per Argo